# Graphipterus luctuosus
Graphipterus luctuosus es una especie de escarabajo del género Graphipterus, familia Carabidae, orden Coleoptera. Fue descrita científicamente por Dejean en 1825.

## Descripción
El macho mide 15,0-17,5 milímetros de longitud y la hembra 15-18 milímetros.

## Distribución
Se distribuye por Argelia, Túnez y Libia.